# Ettrick Pen
Ettrick Pen är ett berg i Storbritannien.   Det ligger i kommunen Dumfries and Galloway och riksdelen Skottland, i den centrala delen av landet, 500 km norr om huvudstaden London. Toppen på Ettrick Pen är 420 meter över havet.
Terrängen runt Ettrick Pen är kuperad norrut, men söderut är den platt. Runt Ettrick Pen är det mycket glesbefolkat, med 6 invånare per kvadratkilometer. Närmaste större samhälle är Moffat, 16,7 km väster om Ettrick Pen. Trakten runt Ettrick Pen består i huvudsak av gräsmarker.